# 에리크 14세

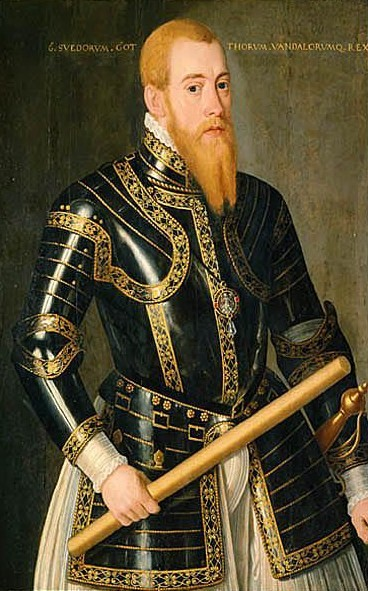
에리크 14세

에리크 14세(스웨덴어: Erik XIV, 1533년 12월 13일 ~ 1577년 2월 26일)는 스웨덴 바사가의 두 번째 국왕(재위: 1560년 9월 29일 ~ 1568년 9월 29일)이다.

## 생애
에리크 14세는 구스타브 1세 바사와 작센라우엔부르크의 카타리나 사이에서 맏아들로 태어났다. 그는 라틴어를 유창하게 했고 프랑스어, 스페인어, 독일어, 이탈리아어, 핀란드어를 비롯한 외국어를 할 줄 알았다. 또한 건축과 기술에 조예가 깊고 예술적인 재능도 가지고 있어 뛰어난 군주가 될 자질을 보였다. 그러나 에리크 14세는 자신의 왕권에 대한 도전을 두려워했으며 국왕으로서의 자신의 위치를 강화하기 위해 스웨덴 왕들 가운데 최초로 '폐하'의 호칭을 강요하기도 했다. 에리크 14세는 끊임없이 귀족들을 의심하고 경계했으며 피해망상에 시달려 사소한 이유로 귀족들을 가혹하게 처벌했다. 1568년 에리크 14세는 동생 요한 3세, 칼 9세에게 축출당해 처자와 함께 유폐되었다. 그가 총애했던 국무대신 요란 페르손(Jöran Persson)은 처형되었고, 에리크 14세 또한 1577년 감옥에서 독살되었다. 그의 뒤를 이어 국왕으로 즉위한 동생이 에리크 14세가 먹을 콩으로 만든 수프에 비소를 넣었다는 소문이 돌았지만 공식적으로는 위궤양으로 인한 사망으로 발표되었다. 1958년 에리크 14세의 유해에 의학적인 검사를 실시한 결과, 그의 피부와 뼈, 모발에서 비소가 검출되었다.

## 결혼
에리크 14세의 결혼 상대로는 영국의 엘리자베스 공주가 거론되었다. 엘리자베스는 많지 않은 신교도 공주 중 한 사람이었고 스웨덴 왕위 계승자인 에리크와 영국 공주의 결혼은 큰 도움이 될 것으로 보였다. 엘리자베스가 영국 여왕으로 즉위한 뒤에도 에리크 14세는 수 차례에 걸쳐 끈질기게 구혼을 했다. 엘리자베스와의 결혼이 실패하자 메리 스튜어트에게 구혼하기도 했다. 결국 에리크 14세는 교도관의 딸로 미천한 신분의 여성 카린 몬스도테르(Karin Månsdotter)와 결혼했다. 카린과의 사이에서는 3남 1녀가 태어났다.

## 같이 보기
- 스웨덴의 군주 목록
- 스웨덴의 역사
- 바사 시대